# MTV Europe Music Awards 2014
22. gala MTV EMA odbyła się 9 listopada 2014 roku w Szkockiej Arenie SSE Hydro w Glasgow. Główną prowadzącą była Nicki Minaj.

## Nominacje

### Najlepsza piosenka
- Ariana Grande (featuring Iggy Azalea) — "Problem"
- Eminem (featuring Rihanna) — "The Monster"
- Katy Perry (featuring Juicy J — "Dark Horse"
- Pharrell Williams — "Happy"
- Sam Smith — "Stay With Me"

### Najlepszy teledysk
- Iggy Azalea (featuring Rita Ora) — "Black Widow"
- Katy Perry (featuring Juicy J) — "Dark Horse"
- Kiesza — "Hideaway"
- Pharrell Williams — "Happy"
- Sia — "Chandelier"

### Wokalistka roku
- Ariana Grande
- Beyoncé
- Katy Perry
- Nicki Minaj
- Taylor Swift

### Wokalista roku
- Ed Sheeran
- Eminem
- Justin Bieber
- Justin Timberlake
- Pharrell Williams

### Najlepszy Nowy Wykonawca
- 5 Seconds of Summer
- Ariana Grande
- Charli XCX
- Kiesza
- Sam Smith

### Najlepszy wykonawca muzyki pop
- Justin Bieber
- Miley Cyrus
- One Direction
- Katy Perry
- Taylor Swift

### Najlepszy wykonawca rockowy
- Arctic Monkeys
- Coldplay
- Imagine Dragons
- Linkin Park
- The Black Keys

### Najlepszy wykonawca alternatywny
- Fall Out Boy
- Lana Del Rey
- Lorde
- Paramore
- Thirty Seconds to Mars

### Najlepszy wykonawca muzyki elektronicznej
- Afrojack
- Avicii
- Calvin Harris
- David Guetta
- Hardwell

### Najlepszy wykonawca muzyki hip-hop
- Drake
- Eminem
- Iggy Azalea
- Nicki Minaj
- Kanye West

### Najlepszy występ na żywo
- Beyoncé
- Bruno Mars
- Justin Timberlake
- Katy Perry
- One Direction

### Najlepszy wykonawca w serii MTV World Stage
- Afrojack
- B.O.B.
- Ellie Goulding
- Enrique Iglesias
- Fall Out Boy
- Flo Rida
- Hardwell
- Imagine Dragons
- Kings of Leon
- Linkin Park
- Nicole Scherzinger
- Pharrell Williams
- Simple Plan
- The Killers

### Najlepszy wykonawca w serii MTV Push
- Ariana Grande
- Charli XCX
- Cris Cab
- John Newman
- Jungle
- Kid Ink
- Kiesza
- Lorde
- Sam Smith
- Zedd
- 5 Seconds of Summer

### Najwięksi Fani
- Ariana Grande
- Justin Bieber
- Nicki Minaj
- One Direction
- 5 Seconds of Summer

### Najlepszy Image
- Iggy Azalea
- Katy Perry
- Nicki Minaj
- Rita Ora
- Taylor Swift

### Najlepszy wykonawca-świat
- Alessandra Amoroso
- B.A.P.
- Bibi Zhou
- Dawid Kwiatkowski
- Dulce Maria
- Fifth Harmony
- Mohammed Assaf
- /  One Direction
- Revolverheld
- 5 Seconds Of Summer

### Globalna ikona
- Ozzy Osbourne

## Występy
- Ariana Grande — "Problem", "Break Free"
- Kiesza — "Hideaway"
- Royal Blood — "Figure It Out"
- Charli XCX — "Boom Clap", "Break The Rules"
- U2 — "Every Breaking Wave"
- Nicki Minaj — "Super Bass", "Bed Of Lies", "Anaconda"
- Ed Sheeran — "Thinking out Loud"
- Enrique Iglesias — "I'm a Freak", "Bailando"
- Alicia Keys — "We Are Here"
- Slash (featuring Myles Kennedy, The Conspirators, Simon from Biffy Clyro — "Crazy Train"